# Paziols
Paziols es una localidad  y comuna francesa, situada en el departamento del Aude en la región administrativa de Languedoc-Rosellón y la región natural de Corbierès, atravesada por el río Verdouble.
Sus habitantes reciben el gentilicio en francés Paziolais.

## Demografía
| 377 | 410 | 525 | 510 | 575 | 561 | 609 | 625 | 667 | 707 | 731 | 767 | 825 | 1025 | 980 | 1004 | 936 | 926 | 963 | 943 | 857 | 846 | 869 | 804 | 698 | 711 | 753 | 676 | 601 | 610 | 562 | 512 | 507 |
| Para los censos de 1962 a 1999 la población legal corresponde a la población sin duplicidades (Fuente: INSEE [Consultar]) |     |     |     |     |     |     |     |     |     |     |     |     |      |     |      |     |     |     |     |     |     |     |     |     |     |     |     |     |     |     |     |     |

## Personalidades
- Claude Nougaro residió en la localidad.